# عبدالصادق گرگانی
عبدالصادق گرگانی (زاده ۱ فروردین ۱۳۴۷) دونده دوهای سرعت ۱۰۰ متر فضای باز و ۶۰ متر داخل سالن و ۱۱۰ متر با مانع) و مربی فعلی این رشته و عضو شورای فنی فدراسیون دو و میدانی ایران است.
او در روستای چن سولی از توابع شهرستان آق قلا سکونت دارد. وی توانست در سال ۱۳۶۴ به عضویت تیم ملی در آید و تا سال ۱۳۷۷ عناوین و رکوردهای بسیاری را از آن خود کرد.

## شاگردان
مریم طوسی - الناز کمپای - آیین بابکی - سمانه کوهکن - کیمیا یوسفی - سارا ندافی - حمیده اسماعیل‌نژاد - پریا اسدزاده - گلاب تون زارعی - عبدالغفار سقر - روح اله عسگری - دانیال گرگانی - علی اکبر ربیعی - احمدرضا خنفری - میلاد سیار - میثم رشیدی - فریدون یلقی - یعقوب پقه - پیمان رجبی - هاشم یادگاری